# Most na Renie w Rodenkirchen
Most na Renie w Rodenkirchen (niem.: Rheinbrücke Köln-Rodenkirchen) – most wiszący o długości 567 m na Renie, w dzielnicy Kolonii Rodenkirchen. Jest częścią autostrady A4 i znajduje się w ciągu Autostradowej Obwodnicy Kolonii.
Został zbudowany w latach 1938-1941 według projektu Paula Bonatza i zaplanowany przez Fritza Leonhardta na trasie Kolonia-Akwizgran. Początkowo most nosił imię Adolfa Hitlera.
14 stycznia 1945 most został zbombardowany. Został ponownie odbudowany w latach 1952-1954. Ze względu na wzmożony ruch samochodowy na moście w latach 1990-1995 powstał drugi bliźniaczy most równolegle do starego, zwiększając przepustowość drogi na tym odcinku.